# Africaleurodes hexalobi
Africaleurodes hexalobi es un hemíptero de la familia Aleyrodidae, subfamilia Aleyrodinae.
Fue descrita científicamente en 1983 por Bink-Moenen.